# 2023-as IIHF divízió II-es jégkorong-világbajnokság
A 2023-as IIHF divízió II-es jégkorong-világbajnokság A csoportjának mérkőzéseit Madridban, Spanyolországban rendezték április 16. és 22. között. A B csoport mérkőzéseit Isztambulban, Törökországban rendezték április 17. és 23. között.

## A csoport

### Résztvevők
| Csapat        | Kvalifikáció                                      |
| ------------- | ------------------------------------------------- |
| Ausztrália    | A 2019-es divízió II/A 3. helyezettje.            |
| Horvátország  | A 2022-es divízió II/A 3. helyezettje.            |
| Spanyolország | Rendező, a 2022-es divízió II/A 4. helyezettje.   |
| Izrael        | A 2022-es divízió II/A 5. helyezettje.            |
| Izland        | a 2022-es divízió II/B 1. helyezettje, feljutott. |
| Grúzia        | A 2022-es divízió II/B 2. helyezettje, feljutott. |

### Tabella
| Hely. | Csapat            | M | Gy | HGy | HV | V | G+ | G– | Gk  | P  | Feljutás vagy kiesés       |
| ----- | ----------------- | - | -- | --- | -- | - | -- | -- | --- | -- | -------------------------- |
| 1.    | Spanyolország (R) | 5 | 5  | 0   | 0  | 0 | 30 | 9  | +21 | 15 | Feljutott a divízió I B-be |
| 2.    | Grúzia            | 5 | 4  | 0   | 0  | 1 | 20 | 8  | +12 | 12 | Feljutott a divízió I B-be |
| 3.    | Horvátország      | 5 | 3  | 0   | 0  | 2 | 26 | 18 | +8  | 9  |                            |
| 4.    | Ausztrália        | 5 | 1  | 0   | 0  | 4 | 16 | 22 | −6  | 3  |                            |
| 5.    | Izrael            | 5 | 1  | 0   | 0  | 4 | 14 | 37 | −23 | 3  |                            |
| 6.    | Izland            | 5 | 1  | 0   | 0  | 4 | 14 | 26 | −12 | 3  | Kiesett a divízió II B-be  |

1. 1 2 3  Ausztrália 3 pont, +4 Gk; Izrael 3 pont, −2 Gk; Izland 3 pont, −2 Gk; Izrael 7–3 Izland

### Mérkőzések
A mérkőzések kezdési időpontjai helyi idő szerint (UTC+2) értendők.
| 2023. április 16. 12:30 | Grúzia | 4–1 (2–0, 1–1, 1–0) | Izland | Pista de Hielo, Madrid Nézőszám: 77 |

| Jegyzőkönyv | Jegyzőkönyv    | Jegyzőkönyv                           | Jegyzőkönyv       | Jegyzőkönyv                                                    |
| --- | -------------- | ------------------------------------- | ----------------- | -------------------------------------------------------------- |
| | Ivan Starostin | Kapusok                               | Jakob Johannesson | Játékvezető: Štefan Požar Vonalbírók: Sergio Biec Michał Gerne |
| \| Kurbatov (Bukiya) (PP) – 02:42 \| 1–0 \| \| \| Marov (Bukiya) (PP) – 10:19 \| 2–0 \| \| \| Slesarev (Kurbatov) (SH) – 26:04 \| 3–0 \| \| \| \| 3–1 \| 31:08 – Arnarsson (Maack, Eggertsson) \| \| Bukiya (EN) – 56:04 \| 4–1 \| \| |                |                                       |                   | Játékvezető: Štefan Požar Vonalbírók: Sergio Biec Michał Gerne |
| 12 perc | Büntetések     | 8 perc                                |                   | Játékvezető: Štefan Požar Vonalbírók: Sergio Biec Michał Gerne |
| 24 | Lövések        | 34                                    |                   | Játékvezető: Štefan Požar Vonalbírók: Sergio Biec Michał Gerne |
| Kurbatov (Bukiya) (PP) – 02:42 | 1–0            |                                       |                   | Játékvezető: Štefan Požar Vonalbírók: Sergio Biec Michał Gerne |
| Marov (Bukiya) (PP) – 10:19 | 2–0            |                                       |                   | Játékvezető: Štefan Požar Vonalbírók: Sergio Biec Michał Gerne |
| Slesarev (Kurbatov) (SH) – 26:04 | 3–0            |                                       |                   | Játékvezető: Štefan Požar Vonalbírók: Sergio Biec Michał Gerne |
| | 3–1            | 31:08 – Arnarsson (Maack, Eggertsson) |                   |                                                                |
| Bukiya (EN) – 56:04 | 4–1            |                                       |                   |                                                                |

| 2023. április 16. 16:00 | Ausztrália | 4–6 (0–3, 4–2, 0–1) | Horvátország | Pista de Hielo, Madrid Nézőszám: 117 |

| Jegyzőkönyv | Jegyzőkönyv    | Jegyzőkönyv                                  | Jegyzőkönyv    | Jegyzőkönyv                                                           |
| --- | -------------- | -------------------------------------------- | -------------- | --------------------------------------------------------------------- |
| | Anthony Kimlin | Kapusok                                      | Vilim Rosandić | Játékvezető: Alexei Roshchyn Vonalbírók: Cyril Debuche Carlos Trobajo |
| \| \| 0–1 \| 02:04 – Jović (Kanaet, Smolec) \| \| \| 0–2 \| 04:53 – Mikulić (Smolec, Čanić) (PP) \| \| \| 0–3 \| 11:06 – Rendulić (B. Idžan) \| \| \| 0–4 \| 21:04 – V. Idžan (Rendulić, Marinković) (PP) \| \| Pataky (Virjassov, Todd) – 30:17 \| 1–4 \| \| \| Kubara (Darge, Kennedy) – 31:14 \| 2–4 \| \| \| Haselhurst (Kennedy, Webster) – 33:39 \| 3–4 \| \| \| \| 3–5 \| 37:43 – Smolec (Jarčov, Marinković) \| \| Newmark (Kubara, McGregor) – 38:59 \| 4–5 \| \| \| \| 4–6 \| 58:30 – Rendulić (Jarčov) (EN) \| |                |                                              |                | Játékvezető: Alexei Roshchyn Vonalbírók: Cyril Debuche Carlos Trobajo |
| 8 perc | Büntetések     | 2 perc                                       |                | Játékvezető: Alexei Roshchyn Vonalbírók: Cyril Debuche Carlos Trobajo |
| 28 | Lövések        | 28                                           |                | Játékvezető: Alexei Roshchyn Vonalbírók: Cyril Debuche Carlos Trobajo |
| | 0–1            | 02:04 – Jović (Kanaet, Smolec)               |                | Játékvezető: Alexei Roshchyn Vonalbírók: Cyril Debuche Carlos Trobajo |
| | 0–2            | 04:53 – Mikulić (Smolec, Čanić) (PP)         |                | Játékvezető: Alexei Roshchyn Vonalbírók: Cyril Debuche Carlos Trobajo |
| | 0–3            | 11:06 – Rendulić (B. Idžan)                  |                | Játékvezető: Alexei Roshchyn Vonalbírók: Cyril Debuche Carlos Trobajo |
| | 0–4            | 21:04 – V. Idžan (Rendulić, Marinković) (PP) |                |                                                                       |
| Pataky (Virjassov, Todd) – 30:17 | 1–4            |                                              |                |                                                                       |
| Kubara (Darge, Kennedy) – 31:14 | 2–4            |                                              |                |                                                                       |
| Haselhurst (Kennedy, Webster) – 33:39 | 3–4            |                                              |                |                                                                       |
| | 3–5            | 37:43 – Smolec (Jarčov, Marinković)          |                |                                                                       |
| Newmark (Kubara, McGregor) – 38:59 | 4–5            |                                              |                |                                                                       |
| | 4–6            | 58:30 – Rendulić (Jarčov) (EN)               |                |                                                                       |

| 2023. április 16. 19:30 | Spanyolország | 8–2 (2–0, 5–1, 1–1) | Izrael | Pista de Hielo, Madrid Nézőszám: 1150 |

| Jegyzőkönyv | Jegyzőkönyv | Jegyzőkönyv                                  | Jegyzőkönyv               | Jegyzőkönyv                                                           |
| --- | ----------- | -------------------------------------------- | ------------------------- | --------------------------------------------------------------------- |
| | Raul Barbo  | Kapusok                                      | Nir Tichon Maksim Kaliaev | Játékvezető: Ramon Sterkens Vonalbírók: Dario Fuchs Niklas Wilhelmsen |
| \| Basile (Encinar) – 04:30 \| 1–0 \| \| \| De Bonilla (Burgos) – 10:12 \| 2–0 \| \| \| González (Rubio, Carbonell) (PP) – 22:07 \| 3–0 \| \| \| \| 3–1 \| 22:29 – Spektor (Mazour, Aharonovich) \| \| Baldris (Rubio, Carbonell) – 23:50 \| 4–1 \| \| \| Rubio (Encinar) – 25:01 \| 5–1 \| \| \| Muratet (Calvo, Donath) – 36:03 \| 6–1 \| \| \| Muñoz (Fernández) – 37:18 \| 7–1 \| \| \| Capillas (De Bonilla, Muratet) (PP) – 47:39 \| 8–1 \| \| \| \| 8–2 \| 57:40 – Khubashvili (Milner, M. Kozhevnikov) \| |             |                                              |                           | Játékvezető: Ramon Sterkens Vonalbírók: Dario Fuchs Niklas Wilhelmsen |
| 4 perc | Büntetések  | 12 perc                                      |                           | Játékvezető: Ramon Sterkens Vonalbírók: Dario Fuchs Niklas Wilhelmsen |
| 53 | Lövések     | 15                                           |                           | Játékvezető: Ramon Sterkens Vonalbírók: Dario Fuchs Niklas Wilhelmsen |
| Basile (Encinar) – 04:30 | 1–0         |                                              |                           | Játékvezető: Ramon Sterkens Vonalbírók: Dario Fuchs Niklas Wilhelmsen |
| De Bonilla (Burgos) – 10:12 | 2–0         |                                              |                           | Játékvezető: Ramon Sterkens Vonalbírók: Dario Fuchs Niklas Wilhelmsen |
| González (Rubio, Carbonell) (PP) – 22:07 | 3–0         |                                              |                           | Játékvezető: Ramon Sterkens Vonalbírók: Dario Fuchs Niklas Wilhelmsen |
| | 3–1         | 22:29 – Spektor (Mazour, Aharonovich)        |                           |                                                                       |
| Baldris (Rubio, Carbonell) – 23:50 | 4–1         |                                              |                           |                                                                       |
| Rubio (Encinar) – 25:01 | 5–1         |                                              |                           |                                                                       |
| Muratet (Calvo, Donath) – 36:03 | 6–1         |                                              |                           |                                                                       |
| Muñoz (Fernández) – 37:18 | 7–1         |                                              |                           |                                                                       |
| Capillas (De Bonilla, Muratet) (PP) – 47:39 | 8–1         |                                              |                           |                                                                       |
| | 8–2         | 57:40 – Khubashvili (Milner, M. Kozhevnikov) |                           |                                                                       |

| 2023. április 17. 12:30 | Horvátország | 6–2 (2–0, 3–1, 1–1) | Izland | Pista de Hielo, Madrid Nézőszám: 64 |

| Jegyzőkönyv | Jegyzőkönyv    | Jegyzőkönyv                             | Jegyzőkönyv       | Jegyzőkönyv                                                              |
| --- | -------------- | --------------------------------------- | ----------------- | ------------------------------------------------------------------------ |
| | Vilim Rosandić | Kapusok                                 | Johann Ragnarsson | Játékvezető: Alexei Roshchyn Vonalbírók: Cyril Debuche Niklas Wilhelmsen |
| \| Vedlin (B. Idžan, Rendulić) – 01:22 \| 1–0 \| \| \| Dobrić (Smolec, Čanić) – 08:39 \| 2–0 \| \| \| \| 2–1 \| 28:58 – Leifsson (Mikaelsson, Arason) \| \| Čavlović (Mikulić, Čanić) – 30:27 \| 3–1 \| \| \| B. Idžan (Rendulić) – 33:53 \| 4–1 \| \| \| Čanić (Dobrić, Mikulić) (PP) – 37:26 \| 5–1 \| \| \| V. Idžan (Marinković) – 44:03 \| 6–1 \| \| \| \| 6–2 \| 46:36 – Alengård (Hlynsson, Eggertsson) \| |                |                                         |                   | Játékvezető: Alexei Roshchyn Vonalbírók: Cyril Debuche Niklas Wilhelmsen |
| 4 perc | Büntetések     | 10 perc                                 |                   | Játékvezető: Alexei Roshchyn Vonalbírók: Cyril Debuche Niklas Wilhelmsen |
| 35 | Lövések        | 25                                      |                   | Játékvezető: Alexei Roshchyn Vonalbírók: Cyril Debuche Niklas Wilhelmsen |
| Vedlin (B. Idžan, Rendulić) – 01:22 | 1–0            |                                         |                   | Játékvezető: Alexei Roshchyn Vonalbírók: Cyril Debuche Niklas Wilhelmsen |
| Dobrić (Smolec, Čanić) – 08:39 | 2–0            |                                         |                   | Játékvezető: Alexei Roshchyn Vonalbírók: Cyril Debuche Niklas Wilhelmsen |
| | 2–1            | 28:58 – Leifsson (Mikaelsson, Arason)   |                   | Játékvezető: Alexei Roshchyn Vonalbírók: Cyril Debuche Niklas Wilhelmsen |
| Čavlović (Mikulić, Čanić) – 30:27 | 3–1            |                                         |                   |                                                                          |
| B. Idžan (Rendulić) – 33:53 | 4–1            |                                         |                   |                                                                          |
| Čanić (Dobrić, Mikulić) (PP) – 37:26 | 5–1            |                                         |                   |                                                                          |
| V. Idžan (Marinković) – 44:03 | 6–1            |                                         |                   |                                                                          |
| | 6–2            | 46:36 – Alengård (Hlynsson, Eggertsson) |                   |                                                                          |

| 2023. április 17. 16:00 | Izrael | 3–7 (2–1, 1–3, 0–3) | Grúzia | Pista de Hielo, Madrid Nézőszám: 76 |

| Jegyzőkönyv | Jegyzőkönyv    | Jegyzőkönyv                            | Jegyzőkönyv    | Jegyzőkönyv                                                         |
| --- | -------------- | -------------------------------------- | -------------- | ------------------------------------------------------------------- |
| | Maksim Kaliaev | Kapusok                                | Ivan Starostin | Játékvezető: Ramon Sterkens Vonalbírók: Michał Gerne Carlos Trobajo |
| \| Raskin (Levin) – 10:58 \| 1–0 \| \| \| Milner (Spektor, Kozhevnikov) – 12:59 \| 2–0 \| \| \| \| 2–1 \| 19:40 – Obolgogiani (Kurbatov) (PP2) \| \| \| 2–2 \| 21:04 – Kochkin (Dziov, Karelin) (PP2) \| \| Spektor (Milner) – 23:22 \| 3–2 \| \| \| \| 3–3 \| 27:57 – Kurbatov (Obolgogiani) \| \| \| 3–4 \| 28:18 – Karelin \| \| \| 3–5 \| 44:31 – Karelin (Ermoshenko) (PP) \| \| \| 3–6 \| 58:11 – Karelin (Dziov) (EN) \| \| \| 3–7 \| 59:05 – Bukiya (Kurbatov) (EN) \| |                |                                        |                | Játékvezető: Ramon Sterkens Vonalbírók: Michał Gerne Carlos Trobajo |
| 14 perc | Büntetések     | 2 perc                                 |                | Játékvezető: Ramon Sterkens Vonalbírók: Michał Gerne Carlos Trobajo |
| 17 | Lövések        | 48                                     |                | Játékvezető: Ramon Sterkens Vonalbírók: Michał Gerne Carlos Trobajo |
| Raskin (Levin) – 10:58 | 1–0            |                                        |                | Játékvezető: Ramon Sterkens Vonalbírók: Michał Gerne Carlos Trobajo |
| Milner (Spektor, Kozhevnikov) – 12:59 | 2–0            |                                        |                | Játékvezető: Ramon Sterkens Vonalbírók: Michał Gerne Carlos Trobajo |
| | 2–1            | 19:40 – Obolgogiani (Kurbatov) (PP2)   |                | Játékvezető: Ramon Sterkens Vonalbírók: Michał Gerne Carlos Trobajo |
| | 2–2            | 21:04 – Kochkin (Dziov, Karelin) (PP2) |                |                                                                     |
| Spektor (Milner) – 23:22 | 3–2            |                                        |                |                                                                     |
| | 3–3            | 27:57 – Kurbatov (Obolgogiani)         |                |                                                                     |
| | 3–4            | 28:18 – Karelin                        |                |                                                                     |
| | 3–5            | 44:31 – Karelin (Ermoshenko) (PP)      |                |                                                                     |
| | 3–6            | 58:11 – Karelin (Dziov) (EN)           |                |                                                                     |
| | 3–7            | 59:05 – Bukiya (Kurbatov) (EN)         |                |                                                                     |

| 2023. április 17. 19:30 | Spanyolország | 8–1 (2–0, 4–0, 2–1) | Ausztrália | Pista de Hielo, Madrid Nézőszám: 967 |

| Jegyzőkönyv | Jegyzőkönyv | Jegyzőkönyv                         | Jegyzőkönyv    | Jegyzőkönyv                                                       |
| --- | ----------- | ----------------------------------- | -------------- | ----------------------------------------------------------------- |
| | Raul Barbo  | Kapusok                             | Anthony Kimlin | Játékvezető: Goro Terakado Vonalbírók: Dario Fuchs Masa Hashimoto |
| \| De Bonilla (Capillas, Torralba) – 13:45 \| 1–0 \| \| \| Capillas (Guerra) – 15:30 \| 2–0 \| \| \| Carbonell (Burgos, Baldris) – 20:38 \| 3–0 \| \| \| Carbonell (Rubio, Burgos) – 22:56 \| 4–0 \| \| \| González (Rubio, Carbonell) (PP) – 35:32 \| 5–0 \| \| \| González (Capillas, Torralba) – 37:19 \| 6–0 \| \| \| Carbonell (Baldris, Burgos) (PP) – 46:15 \| 7–0 \| \| \| \| 7–1 \| 50:46 – Virjassov (Kubara, Webster) \| \| Burgos (Carbonell, Rubio) – 51:25 \| 8–1 \| \| |             |                                     |                | Játékvezető: Goro Terakado Vonalbírók: Dario Fuchs Masa Hashimoto |
| 4 perc | Büntetések  | 14 perc                             |                | Játékvezető: Goro Terakado Vonalbírók: Dario Fuchs Masa Hashimoto |
| 41 | Lövések     | 23                                  |                | Játékvezető: Goro Terakado Vonalbírók: Dario Fuchs Masa Hashimoto |
| De Bonilla (Capillas, Torralba) – 13:45 | 1–0         |                                     |                | Játékvezető: Goro Terakado Vonalbírók: Dario Fuchs Masa Hashimoto |
| Capillas (Guerra) – 15:30 | 2–0         |                                     |                | Játékvezető: Goro Terakado Vonalbírók: Dario Fuchs Masa Hashimoto |
| Carbonell (Burgos, Baldris) – 20:38 | 3–0         |                                     |                | Játékvezető: Goro Terakado Vonalbírók: Dario Fuchs Masa Hashimoto |
| Carbonell (Rubio, Burgos) – 22:56 | 4–0         |                                     |                |                                                                   |
| González (Rubio, Carbonell) (PP) – 35:32 | 5–0         |                                     |                |                                                                   |
| González (Capillas, Torralba) – 37:19 | 6–0         |                                     |                |                                                                   |
| Carbonell (Baldris, Burgos) (PP) – 46:15 | 7–0         |                                     |                |                                                                   |
| | 7–1         | 50:46 – Virjassov (Kubara, Webster) |                |                                                                   |
| Burgos (Carbonell, Rubio) – 51:25 | 8–1         |                                     |                |                                                                   |

| 2023. április 19. 12:30 | Horvátország | 12–1 (4–1, 4–0, 4–0) | Izrael | Pista de Hielo, Madrid Nézőszám: 256 |

| Jegyzőkönyv | Jegyzőkönyv  | Jegyzőkönyv                          | Jegyzőkönyv               | Jegyzőkönyv                                                   |
| --- | ------------ | ------------------------------------ | ------------------------- | ------------------------------------------------------------- |
| | Vito Nikolić | Kapusok                              | Nir Tichon Maksim Kaliaev | Játékvezető: Štefan Požar Vonalbírók: Sergio Biec Dario Fuchs |
| \| Rendulić (B. Idžan, Bezuk) – 00:54 \| 1–0 \| \| \| Jarčov (Rendulić) – 04:08 \| 2–0 \| \| \| Mikulić – 09:21 \| 3–0 \| \| \| \| 3–1 \| 16:00 – Milner (Spektor, Levin) (PP) \| \| Čanić (Dobrić, Silović) – 17:31 \| 4–1 \| \| \| V. Idžan (Rendulić, Jarčov) – 23:26 \| 5–1 \| \| \| Dimitrijević (Jović, Kanaet) – 28:18 \| 6–1 \| \| \| Bezuk (Čanić, Mikulić) – 37:11 \| 7–1 \| \| \| Rendulić (Čavlović) – 39:05 \| 8–1 \| \| \| Mikulić (Dobrić) (PP) – 55:57 \| 9–1 \| \| \| Marinković (Bezuk, Rendulić) – 56:34 \| 10–1 \| \| \| Marinković (Silović, Rendulić) – 59:26 \| 11–1 \| \| \| Kanaet (Dimitrijević, Čavlović) – 59:38 \| 12–1 \| \| |              |                                      |                           | Játékvezető: Štefan Požar Vonalbírók: Sergio Biec Dario Fuchs |
| 31 perc | Büntetések   | 16 perc                              |                           | Játékvezető: Štefan Požar Vonalbírók: Sergio Biec Dario Fuchs |
| 55 | Lövések      | 25                                   |                           | Játékvezető: Štefan Požar Vonalbírók: Sergio Biec Dario Fuchs |
| Rendulić (B. Idžan, Bezuk) – 00:54 | 1–0          |                                      |                           | Játékvezető: Štefan Požar Vonalbírók: Sergio Biec Dario Fuchs |
| Jarčov (Rendulić) – 04:08 | 2–0          |                                      |                           | Játékvezető: Štefan Požar Vonalbírók: Sergio Biec Dario Fuchs |
| Mikulić – 09:21 | 3–0          |                                      |                           | Játékvezető: Štefan Požar Vonalbírók: Sergio Biec Dario Fuchs |
| | 3–1          | 16:00 – Milner (Spektor, Levin) (PP) |                           |                                                               |
| Čanić (Dobrić, Silović) – 17:31 | 4–1          |                                      |                           |                                                               |
| V. Idžan (Rendulić, Jarčov) – 23:26 | 5–1          |                                      |                           |                                                               |
| Dimitrijević (Jović, Kanaet) – 28:18 | 6–1          |                                      |                           |                                                               |
| Bezuk (Čanić, Mikulić) – 37:11 | 7–1          |                                      |                           |                                                               |
| Rendulić (Čavlović) – 39:05 | 8–1          |                                      |                           |                                                               |
| Mikulić (Dobrić) (PP) – 55:57 | 9–1          |                                      |                           |                                                               |
| Marinković (Bezuk, Rendulić) – 56:34 | 10–1         |                                      |                           |                                                               |
| Marinković (Silović, Rendulić) – 59:26 | 11–1         |                                      |                           |                                                               |
| Kanaet (Dimitrijević, Čavlović) – 59:38 | 12–1         |                                      |                           |                                                               |

| 2023. április 19. 16:00 | Ausztrália | 2–4 (1–1, 1–0, 0–3) | Izland | Pista de Hielo, Madrid Nézőszám: 237 |

| Jegyzőkönyv | Jegyzőkönyv    | Jegyzőkönyv                                   | Jegyzőkönyv       | Jegyzőkönyv                                                          |
| --- | -------------- | --------------------------------------------- | ----------------- | -------------------------------------------------------------------- |
| | Anthony Kimlin | Kapusok                                       | Jakob Johannesson | Játékvezető: Goro Terakado Vonalbírók: Masa Hashimoto Carlos Trobajo |
| \| Caruana (Landa, Kubara) – 11:42 \| 1–0 \| \| \| \| 1–1 \| 15:21 – Hafsteinsson (Arnarsson, Eggertsson) \| \| Virjassov (Landa, Kennedy) (PP) – 32:10 \| 2–1 \| \| \| \| 2–2 \| 55:03 – Mikaelsson (Magnússon, Sveinsson) \| \| \| 2–3 \| 57:13 – Mikaelsson (Magnússon, Leifsson) \| \| \| 2–4 \| 59:24 – Leifsson (Magnússon, Mikaelsson) (EN) \| |                |                                               |                   | Játékvezető: Goro Terakado Vonalbírók: Masa Hashimoto Carlos Trobajo |
| 11 perc | Büntetések     | 8 perc                                        |                   | Játékvezető: Goro Terakado Vonalbírók: Masa Hashimoto Carlos Trobajo |
| 36 | Lövések        | 34                                            |                   | Játékvezető: Goro Terakado Vonalbírók: Masa Hashimoto Carlos Trobajo |
| Caruana (Landa, Kubara) – 11:42 | 1–0            |                                               |                   | Játékvezető: Goro Terakado Vonalbírók: Masa Hashimoto Carlos Trobajo |
| | 1–1            | 15:21 – Hafsteinsson (Arnarsson, Eggertsson)  |                   | Játékvezető: Goro Terakado Vonalbírók: Masa Hashimoto Carlos Trobajo |
| Virjassov (Landa, Kennedy) (PP) – 32:10 | 2–1            |                                               |                   | Játékvezető: Goro Terakado Vonalbírók: Masa Hashimoto Carlos Trobajo |
| | 2–2            | 55:03 – Mikaelsson (Magnússon, Sveinsson)     |                   |                                                                      |
| | 2–3            | 57:13 – Mikaelsson (Magnússon, Leifsson)      |                   |                                                                      |
| | 2–4            | 59:24 – Leifsson (Magnússon, Mikaelsson) (EN) |                   |                                                                      |

| 2023. április 19. 19:30 | Spanyolország | 2–0 (0–0, 1–0, 1–0) | Grúzia | Pista de Hielo, Madrid Nézőszám: 1169 |

| Jegyzőkönyv                                                                                              | Jegyzőkönyv | Jegyzőkönyv | Jegyzőkönyv     | Jegyzőkönyv                                                             |
| --- | ----------- | ----------- | --------------- | ----------------------------------------------------------------------- |
| | Raul Barbo  | Kapusok     | Mikhail Fofanov | Játékvezető: Ramon Sterkens Vonalbírók: Cyril Debuche Niklas Wilhelmsen |
| \| Donath (Muñoz, Zaballa) – 26:07 \| 1–0 \| \| \| Muratet (Baldris, González) (EN) – 59:59 \| 2–0 \| \| |             |             |                 | Játékvezető: Ramon Sterkens Vonalbírók: Cyril Debuche Niklas Wilhelmsen |
| 6 perc                                                                                                   | Büntetések  | 10 perc     |                 | Játékvezető: Ramon Sterkens Vonalbírók: Cyril Debuche Niklas Wilhelmsen |
| 27 | Lövések     | 25          |                 | Játékvezető: Ramon Sterkens Vonalbírók: Cyril Debuche Niklas Wilhelmsen |
| Donath (Muñoz, Zaballa) – 26:07                                                                          | 1–0         |             |                 | Játékvezető: Ramon Sterkens Vonalbírók: Cyril Debuche Niklas Wilhelmsen |
| Muratet (Baldris, González) (EN) – 59:59                                                                 | 2–0         |             |                 | Játékvezető: Ramon Sterkens Vonalbírók: Cyril Debuche Niklas Wilhelmsen |

| 2023. április 21. 12:30 | Izrael | 1–7 (0–2, 1–3, 0–2) | Ausztrália | Pista de Hielo, Madrid Nézőszám: 374 |

| Jegyzőkönyv | Jegyzőkönyv    | Jegyzőkönyv                             | Jegyzőkönyv    | Jegyzőkönyv                                                         |
| --- | -------------- | --------------------------------------- | -------------- | ------------------------------------------------------------------- |
| | Maksim Kaliaev | Kapusok                                 | Anthony Kimlin | Játékvezető: Štefan Požar Vonalbírók: Sergio Biec Niklas Wilhelmsen |
| \| \| 0–1 \| 03:44 – Kennedy (Virjassov, Haselhurst) \| \| \| 0–2 \| 17:48 – Caruana (Kubara) \| \| \| 0–3 \| 25:16 – Caruana (Kubara, Darge) \| \| Mazour (Ben Tov, Levin) (PP) – 29:41 \| 1–3 \| \| \| \| 1–4 \| 35:27 – Caruana (Kubara) (PP) \| \| \| 1–5 \| 39:30 – Virjassov (Landa) (PP) \| \| \| 1–6 \| 51:41 – Malloy (Taylor) \| \| \| 1–7 \| 58:43 – Malloy (Darge, Caruana) (PP) \| |                |                                         |                | Játékvezető: Štefan Požar Vonalbírók: Sergio Biec Niklas Wilhelmsen |
| 16 perc | Büntetések     | 8 perc                                  |                | Játékvezető: Štefan Požar Vonalbírók: Sergio Biec Niklas Wilhelmsen |
| 31 | Lövések        | 51                                      |                | Játékvezető: Štefan Požar Vonalbírók: Sergio Biec Niklas Wilhelmsen |
| | 0–1            | 03:44 – Kennedy (Virjassov, Haselhurst) |                | Játékvezető: Štefan Požar Vonalbírók: Sergio Biec Niklas Wilhelmsen |
| | 0–2            | 17:48 – Caruana (Kubara)                |                | Játékvezető: Štefan Požar Vonalbírók: Sergio Biec Niklas Wilhelmsen |
| | 0–3            | 25:16 – Caruana (Kubara, Darge)         |                | Játékvezető: Štefan Požar Vonalbírók: Sergio Biec Niklas Wilhelmsen |
| Mazour (Ben Tov, Levin) (PP) – 29:41 | 1–3            |                                         |                |                                                                     |
| | 1–4            | 35:27 – Caruana (Kubara) (PP)           |                |                                                                     |
| | 1–5            | 39:30 – Virjassov (Landa) (PP)          |                |                                                                     |
| | 1–6            | 51:41 – Malloy (Taylor)                 |                |                                                                     |
| | 1–7            | 58:43 – Malloy (Darge, Caruana) (PP)    |                |                                                                     |

| 2023. április 21. 16:00 | Grúzia | 6–0 (1–0, 1–0, 4–0) | Horvátország | Pista de Hielo, Madrid Nézőszám: 197 |

| Jegyzőkönyv | Jegyzőkönyv    | Jegyzőkönyv | Jegyzőkönyv                 | Jegyzőkönyv                                                           |
| --- | -------------- | ----------- | --------------------------- | --------------------------------------------------------------------- |
| | Ivan Starostin | Kapusok     | Vilim Rosandić Vito Nikolić | Játékvezető: Alexei Roshchyn Vonalbírók: Cyril Debuche Carlos Trobajo |
| \| Bukiya (Marov, Kozyulin) – 08:52 \| 1–0 \| \| \| Slesarev (Karelin, Obolgogiani) – 27:19 \| 2–0 \| \| \| Karelin (Obolgogiani) – 42:42 \| 3–0 \| \| \| Obolgogiani (Karelin, Ermoshenko) (PP) – 44:23 \| 4–0 \| \| \| Shvetsov (Kharizov, Ermoshenko) – 45:50 \| 5–0 \| \| \| Dziov (Bukiya, Kozyulin) – 55:57 \| 6–0 \| \| |                |             |                             | Játékvezető: Alexei Roshchyn Vonalbírók: Cyril Debuche Carlos Trobajo |
| 10 perc | Büntetések     | 6 perc      |                             | Játékvezető: Alexei Roshchyn Vonalbírók: Cyril Debuche Carlos Trobajo |
| 32 | Lövések        | 24          |                             | Játékvezető: Alexei Roshchyn Vonalbírók: Cyril Debuche Carlos Trobajo |
| Bukiya (Marov, Kozyulin) – 08:52 | 1–0            |             |                             | Játékvezető: Alexei Roshchyn Vonalbírók: Cyril Debuche Carlos Trobajo |
| Slesarev (Karelin, Obolgogiani) – 27:19 | 2–0            |             |                             | Játékvezető: Alexei Roshchyn Vonalbírók: Cyril Debuche Carlos Trobajo |
| Karelin (Obolgogiani) – 42:42 | 3–0            |             |                             | Játékvezető: Alexei Roshchyn Vonalbírók: Cyril Debuche Carlos Trobajo |
| Obolgogiani (Karelin, Ermoshenko) (PP) – 44:23 | 4–0            |             |                             |                                                                       |
| Shvetsov (Kharizov, Ermoshenko) – 45:50 | 5–0            |             |                             |                                                                       |
| Dziov (Bukiya, Kozyulin) – 55:57 | 6–0            |             |                             |                                                                       |

| 2023. április 21. 19:30 | Izland | 4–7 (1–2, 1–2, 2–3) | Spanyolország | Pista de Hielo, Madrid Nézőszám: 1500 |

| Jegyzőkönyv | Jegyzőkönyv       | Jegyzőkönyv                          | Jegyzőkönyv | Jegyzőkönyv                                                        |
| --- | ----------------- | ------------------------------------ | ----------- | ------------------------------------------------------------------ |
| | Jakob Johannesson | Kapusok                              | Raul Barbo  | Játékvezető: Goro Terakado Vonalbírók: Michał Gerne Masa Hashimoto |
| \| \| 0–1 \| 05:33 – Donath (Guerra, Zaballa) \| \| Arason (Leifsson, Mikaelsson) – 13:05 \| 1–1 \| \| \| \| 1–2 \| 14:31 – Encinar (González, Capillas) \| \| \| 1–3 \| 23:41 – Muñoz (González, García) \| \| \| 1–4 \| 28:26 – Granell (Donath, Zaballa) \| \| Jóhannsson (Björgvinsson) – 28:56 \| 2–4 \| \| \| \| 2–5 \| 42:53 – Baldris (Capillas) \| \| Arnarsson (Jóhannesson) – 43:52 \| 3–5 \| \| \| \| 3–6 \| 48:16 – Torralba (Baldris, García) \| \| \| 3–7 \| 52:58 – Granell (Donath) \| \| Rúnarsson (Alengård, Hlynsson) – 59:22 \| 4–7 \| \| |                   |                                      |             | Játékvezető: Goro Terakado Vonalbírók: Michał Gerne Masa Hashimoto |
| 2 perc | Büntetések        | 8 perc                               |             | Játékvezető: Goro Terakado Vonalbírók: Michał Gerne Masa Hashimoto |
| 16 | Lövések           | 37                                   |             | Játékvezető: Goro Terakado Vonalbírók: Michał Gerne Masa Hashimoto |
| | 0–1               | 05:33 – Donath (Guerra, Zaballa)     |             | Játékvezető: Goro Terakado Vonalbírók: Michał Gerne Masa Hashimoto |
| Arason (Leifsson, Mikaelsson) – 13:05 | 1–1               |                                      |             | Játékvezető: Goro Terakado Vonalbírók: Michał Gerne Masa Hashimoto |
| | 1–2               | 14:31 – Encinar (González, Capillas) |             | Játékvezető: Goro Terakado Vonalbírók: Michał Gerne Masa Hashimoto |
| | 1–3               | 23:41 – Muñoz (González, García)     |             |                                                                    |
| | 1–4               | 28:26 – Granell (Donath, Zaballa)    |             |                                                                    |
| Jóhannsson (Björgvinsson) – 28:56 | 2–4               |                                      |             |                                                                    |
| | 2–5               | 42:53 – Baldris (Capillas)           |             |                                                                    |
| Arnarsson (Jóhannesson) – 43:52 | 3–5               |                                      |             |                                                                    |
| | 3–6               | 48:16 – Torralba (Baldris, García)   |             |                                                                    |
| | 3–7               | 52:58 – Granell (Donath)             |             |                                                                    |
| Rúnarsson (Alengård, Hlynsson) – 59:22 | 4–7               |                                      |             |                                                                    |

| 2023. április 22. 12:30 | Ausztrália | 2–3 (1–0, 0–3, 1–0) | Grúzia | Pista de Hielo, Madrid Nézőszám: 195 |

| Jegyzőkönyv | Jegyzőkönyv   | Jegyzőkönyv                            | Jegyzőkönyv     | Jegyzőkönyv                                                        |
| --- | ------------- | -------------------------------------- | --------------- | ------------------------------------------------------------------ |
| | Charles Smart | Kapusok                                | Mikhail Fofanov | Játékvezető: Alexei Roshchyn Vonalbírók: Sergio Biec Cyril Debuche |
| \| Caruana (Lodge) – 15:19 \| 1–0 \| \| \| \| 1–1 \| 27:28 – Ermoshenko (Slesarev, Kochkin) \| \| \| 1–2 \| 31:50 – Karelin (Kochkin, Obolgogiani) \| \| \| 1–3 \| 34:28 – Karelin (Kharizov, Marov) \| \| Todd (Woodman, Kubara) (EA) – 58:29 \| 2–3 \| \| |               |                                        |                 | Játékvezető: Alexei Roshchyn Vonalbírók: Sergio Biec Cyril Debuche |
| 8 perc | Büntetések    | 6 perc                                 |                 | Játékvezető: Alexei Roshchyn Vonalbírók: Sergio Biec Cyril Debuche |
| 40 | Lövések       | 28                                     |                 | Játékvezető: Alexei Roshchyn Vonalbírók: Sergio Biec Cyril Debuche |
| Caruana (Lodge) – 15:19 | 1–0           |                                        |                 | Játékvezető: Alexei Roshchyn Vonalbírók: Sergio Biec Cyril Debuche |
| | 1–1           | 27:28 – Ermoshenko (Slesarev, Kochkin) |                 | Játékvezető: Alexei Roshchyn Vonalbírók: Sergio Biec Cyril Debuche |
| | 1–2           | 31:50 – Karelin (Kochkin, Obolgogiani) |                 | Játékvezető: Alexei Roshchyn Vonalbírók: Sergio Biec Cyril Debuche |
| | 1–3           | 34:28 – Karelin (Kharizov, Marov)      |                 |                                                                    |
| Todd (Woodman, Kubara) (EA) – 58:29 | 2–3           |                                        |                 |                                                                    |

| 2023. április 22. 16:00 | Izland | 3–7 (1–1, 2–4, 0–2) | Izrael | Pista de Hielo, Madrid Nézőszám: 260 |

| Jegyzőkönyv | Jegyzőkönyv       | Jegyzőkönyv                                      | Jegyzőkönyv | Jegyzőkönyv                                                       |
| --- | ----------------- | ------------------------------------------------ | ----------- | ----------------------------------------------------------------- |
| | Jakob Johannesson | Kapusok                                          | Nir Tichon  | Játékvezető: Goro Terakado Vonalbírók: Dario Fuchs Carlos Trobajo |
| \| \| 0–1 \| 02:05 – Levin (Spektor, Milner) \| \| Mikaelsson (Leifsson, Eggertsson) – 12:51 \| 1–1 \| \| \| Arason (Mikaelsson, Magnússon) (PP) – 22:02 \| 2–1 \| \| \| \| 2–2 \| 23:52 – Aharonovich (Spektor) \| \| \| 2–3 \| 30:56 – Levin \| \| Jóhannsson (Arason, Alengård) – 31:25 \| 3–3 \| \| \| \| 3–4 \| 36:17 – Milner (Levin) (SH) \| \| \| 3–5 \| 39:23 – Milner (Levin, M. Kozhevnikov) (PP) \| \| \| 3–6 \| 49:17 – Milner (Levin) \| \| \| 3–7 \| 59:22 – Spektor (Levin, E. Kozhevnikov) (PP, EA) \| |                   |                                                  |             | Játékvezető: Goro Terakado Vonalbírók: Dario Fuchs Carlos Trobajo |
| 10 perc | Büntetések        | 8 perc                                           |             | Játékvezető: Goro Terakado Vonalbírók: Dario Fuchs Carlos Trobajo |
| 41 | Lövések           | 30                                               |             | Játékvezető: Goro Terakado Vonalbírók: Dario Fuchs Carlos Trobajo |
| | 0–1               | 02:05 – Levin (Spektor, Milner)                  |             | Játékvezető: Goro Terakado Vonalbírók: Dario Fuchs Carlos Trobajo |
| Mikaelsson (Leifsson, Eggertsson) – 12:51 | 1–1               |                                                  |             | Játékvezető: Goro Terakado Vonalbírók: Dario Fuchs Carlos Trobajo |
| Arason (Mikaelsson, Magnússon) (PP) – 22:02 | 2–1               |                                                  |             | Játékvezető: Goro Terakado Vonalbírók: Dario Fuchs Carlos Trobajo |
| | 2–2               | 23:52 – Aharonovich (Spektor)                    |             |                                                                   |
| | 2–3               | 30:56 – Levin                                    |             |                                                                   |
| Jóhannsson (Arason, Alengård) – 31:25 | 3–3               |                                                  |             |                                                                   |
| | 3–4               | 36:17 – Milner (Levin) (SH)                      |             |                                                                   |
| | 3–5               | 39:23 – Milner (Levin, M. Kozhevnikov) (PP)      |             |                                                                   |
| | 3–6               | 49:17 – Milner (Levin)                           |             |                                                                   |
| | 3–7               | 59:22 – Spektor (Levin, E. Kozhevnikov) (PP, EA) |             |                                                                   |

| 2023. április 22. 19:30 | Horvátország | 2–5 (2–1, 0–1, 0–3) | Spanyolország | Pista de Hielo, Madrid Nézőszám: 1500 |

| Jegyzőkönyv | Jegyzőkönyv    | Jegyzőkönyv                               | Jegyzőkönyv | Jegyzőkönyv                                                         |
| --- | -------------- | ----------------------------------------- | ----------- | ------------------------------------------------------------------- |
| | Vilim Rosandić | Kapusok                                   | Raul Barbo  | Játékvezető: Ramon Sterkens Vonalbírók: Michał Gerne Masa Hashimoto |
| \| Jarčov – 07:24 \| 1–0 \| \| \| Kegalj (Jarčov, V. Idžan) (SH) – 10:06 \| 2–0 \| \| \| \| 2–1 \| 11:18 – Donath (Fernández, García) (PP) \| \| \| 2–2 \| 20:33 – González (Encinar) \| \| \| 2–3 \| 53:06 – Donath (Muñoz) \| \| \| 2–4 \| 57:20 – Rubio (Carbonell, Fernández) \| \| \| 2–5 \| 58:06 – Muratet (Fernández, Encinar) (PP) \| |                |                                           |             | Játékvezető: Ramon Sterkens Vonalbírók: Michał Gerne Masa Hashimoto |
| 10 perc | Büntetések     | 6 perc                                    |             | Játékvezető: Ramon Sterkens Vonalbírók: Michał Gerne Masa Hashimoto |
| 24 | Lövések        | 36                                        |             | Játékvezető: Ramon Sterkens Vonalbírók: Michał Gerne Masa Hashimoto |
| Jarčov – 07:24 | 1–0            |                                           |             | Játékvezető: Ramon Sterkens Vonalbírók: Michał Gerne Masa Hashimoto |
| Kegalj (Jarčov, V. Idžan) (SH) – 10:06 | 2–0            |                                           |             | Játékvezető: Ramon Sterkens Vonalbírók: Michał Gerne Masa Hashimoto |
| | 2–1            | 11:18 – Donath (Fernández, García) (PP)   |             | Játékvezető: Ramon Sterkens Vonalbírók: Michał Gerne Masa Hashimoto |
| | 2–2            | 20:33 – González (Encinar)                |             |                                                                     |
| | 2–3            | 53:06 – Donath (Muñoz)                    |             |                                                                     |
| | 2–4            | 57:20 – Rubio (Carbonell, Fernández)      |             |                                                                     |
| | 2–5            | 58:06 – Muratet (Fernández, Encinar) (PP) |             |                                                                     |

## B csoport

### Résztvevők
| Csapat                  | Kvalifikáció                                                |
| ----------------------- | ----------------------------------------------------------- |
| Új-Zéland               | A 2019-es divízió II/B 3. helyezettje.                      |
| Belgium                 | A 2022-es divízió II/B 3. helyezettje.                      |
| Bulgária                | A 2022-es divízió II/B 4. helyezettje.                      |
| Mexikó                  | A 2022-es divízió II/B 5. helyezettje.                      |
| Egyesült Arab Emírségek | a 2022-es divízió III/A 1. helyezettje, feljutott.          |
| Törökország             | Rendező, a 2022-es divízió III/A 2. helyezettje, feljutott. |

### Tabella
| Hely. | Csapat                  | M | Gy | HGy | HV | V | G+ | G– | Gk  | P  | Feljutás vagy kiesés        |
| ----- | ----------------------- | - | -- | --- | -- | - | -- | -- | --- | -- | --------------------------- |
| 1.    | Egyesült Arab Emírségek | 5 | 5  | 0   | 0  | 0 | 35 | 10 | +25 | 15 | Feljutott a divízió II A-ba |
| 2.    | Belgium                 | 5 | 4  | 0   | 0  | 1 | 33 | 10 | +23 | 12 | Feljutott a divízió II A-ba |
| 3.    | Bulgária                | 5 | 3  | 0   | 0  | 2 | 19 | 20 | −1  | 9  |                             |
| 4.    | Új-Zéland               | 5 | 2  | 0   | 0  | 3 | 15 | 22 | −7  | 6  |                             |
| 5.    | Törökország (R)         | 5 | 1  | 0   | 0  | 4 | 12 | 26 | −14 | 3  |                             |
| 6.    | Mexikó                  | 5 | 0  | 0   | 0  | 5 | 10 | 36 | −26 | 0  | Kiesett a divízió III A-ba  |

### Mérkőzések
A mérkőzések kezdési időpontjai helyi idő szerint (UTC+3) értendők.
| 2023. április 17. 13:00 | Új-Zéland | 1–4 (0–0, 0–1, 1–3) | Belgium | Zeytinburnu jégpálya, Isztambul Nézőszám: 51 |

| Jegyzőkönyv | Jegyzőkönyv    | Jegyzőkönyv                              | Jegyzőkönyv  | Jegyzőkönyv                                                                  |
| --- | -------------- | ---------------------------------------- | ------------ | ---------------------------------------------------------------------------- |
| | Joel Hasselman | Kapusok                                  | Arne Waumans | Játékvezető: Konstantin Chubenko Vonalbírók: Berkay Aslanbey Lodewijk Beelen |
| \| \| 0–1 \| 29:21 – Kolyasnikov (Cuylen, Pyl) \| \| \| 0–2 \| 45:58 – Coolen (Steyaert, Bogaerts) (PP) \| \| Vortanov (Nicholls) – 49:57 \| 1–2 \| \| \| \| 1–3 \| 53:43 – Van den Bogaert (Van Espen) \| \| \| 1–4 \| 54:02 – Verelst (Coolen) \| |                |                                          |              | Játékvezető: Konstantin Chubenko Vonalbírók: Berkay Aslanbey Lodewijk Beelen |
| 8 perc | Büntetések     | 4 perc                                   |              | Játékvezető: Konstantin Chubenko Vonalbírók: Berkay Aslanbey Lodewijk Beelen |
| 11 | Lövések        | 56                                       |              | Játékvezető: Konstantin Chubenko Vonalbírók: Berkay Aslanbey Lodewijk Beelen |
| | 0–1            | 29:21 – Kolyasnikov (Cuylen, Pyl)        |              | Játékvezető: Konstantin Chubenko Vonalbírók: Berkay Aslanbey Lodewijk Beelen |
| | 0–2            | 45:58 – Coolen (Steyaert, Bogaerts) (PP) |              | Játékvezető: Konstantin Chubenko Vonalbírók: Berkay Aslanbey Lodewijk Beelen |
| Vortanov (Nicholls) – 49:57 | 1–2            |                                          |              | Játékvezető: Konstantin Chubenko Vonalbírók: Berkay Aslanbey Lodewijk Beelen |
| | 1–3            | 53:43 – Van den Bogaert (Van Espen)      |              |                                                                              |
| | 1–4            | 54:02 – Verelst (Coolen)                 |              |                                                                              |

| 2023. április 17. 16:30 | Bulgária | 4–2 (1–1, 2–0, 1–1) | Mexikó | Zeytinburnu jégpálya, Isztambul Nézőszám: 63 |

| Jegyzőkönyv | Jegyzőkönyv      | Jegyzőkönyv                                  | Jegyzőkönyv | Jegyzőkönyv                                                                |
| --- | ---------------- | -------------------------------------------- | ----------- | -------------------------------------------------------------------------- |
| | Dimitar Dimitrov | Kapusok                                      | Tomas Payro | Játékvezető: Trpimir Piragić Vonalbírók: Nathan Carmichael Taha Kavlakoğlu |
| \| \| 0–1 \| 01:51 – Majul (PP) \| \| Gatchev (Yotov) (PP) – 05:00 \| 1–1 \| \| \| Nakov (Muhachev) – 27:58 \| 2–1 \| \| \| Vasilev – 30:23 \| 3–1 \| \| \| \| 3–2 \| 44:01 – Tapia (A. Valencia, Matsubara) (PP2) \| \| Vasilev (Dilkov, V. Dikov) – 55:35 \| 4–2 \| \| |                  |                                              |             | Játékvezető: Trpimir Piragić Vonalbírók: Nathan Carmichael Taha Kavlakoğlu |
| 31 perc | Büntetések       | 14 perc                                      |             | Játékvezető: Trpimir Piragić Vonalbírók: Nathan Carmichael Taha Kavlakoğlu |
| 31 | Lövések          | 28                                           |             | Játékvezető: Trpimir Piragić Vonalbírók: Nathan Carmichael Taha Kavlakoğlu |
| | 0–1              | 01:51 – Majul (PP)                           |             | Játékvezető: Trpimir Piragić Vonalbírók: Nathan Carmichael Taha Kavlakoğlu |
| Gatchev (Yotov) (PP) – 05:00 | 1–1              |                                              |             | Játékvezető: Trpimir Piragić Vonalbírók: Nathan Carmichael Taha Kavlakoğlu |
| Nakov (Muhachev) – 27:58 | 2–1              |                                              |             | Játékvezető: Trpimir Piragić Vonalbírók: Nathan Carmichael Taha Kavlakoğlu |
| Vasilev – 30:23 | 3–1              |                                              |             |                                                                            |
| | 3–2              | 44:01 – Tapia (A. Valencia, Matsubara) (PP2) |             |                                                                            |
| Vasilev (Dilkov, V. Dikov) – 55:35 | 4–2              |                                              |             |                                                                            |

| 2023. április 17. 20:30 | Törökország | 0–8 (0–3, 0–4, 0–1) | Egyesült Arab Emírségek | Zeytinburnu jégpálya, Isztambul Nézőszám: 85 |

| Jegyzőkönyv | Jegyzőkönyv                 | Jegyzőkönyv                                    | Jegyzőkönyv      | Jegyzőkönyv                                                             |
| --- | --------------------------- | ---------------------------------------------- | ---------------- | ----------------------------------------------------------------------- |
| | Eren Demirtürk Tolga Bozacı | Kapusok                                        | Mate Tomljenović | Játékvezető: Bastian Steingross Vonalbírók: Wayne Gerth Tomislav Grozaj |
| \| \| 0–1 \| 07:57 – Zakharau (Chuikov, Kuznetsov) \| \| \| 0–2 \| 11:11 – Klavdiev (Kuznetsov, Shapavalau) (PP) \| \| \| 0–3 \| 11:50 – Kuznetsov (Al-Humaidi, Binsammoud) \| \| \| 0–4 \| 23:17 – Chuikov (Kuznetsov, Zakharau) \| \| \| 0–5 \| 25:27 – Kuznetsov (Chuikov) (PP) \| \| \| 0–6 \| 30:20 – Chuikov (Zakharau, J. Al-Dhaheri) \| \| \| 0–7 \| 37:53 – Zakharau (J. Al-Dhaheri, Chuikov) (PP) \| \| \| 0–8 \| 55:02 – Zakharau (Chuikov, Remess) \| |                             |                                                |                  | Játékvezető: Bastian Steingross Vonalbírók: Wayne Gerth Tomislav Grozaj |
| 10 perc | Büntetések                  | 4 perc                                         |                  | Játékvezető: Bastian Steingross Vonalbírók: Wayne Gerth Tomislav Grozaj |
| 27 | Lövések                     | 46                                             |                  | Játékvezető: Bastian Steingross Vonalbírók: Wayne Gerth Tomislav Grozaj |
| | 0–1                         | 07:57 – Zakharau (Chuikov, Kuznetsov)          |                  | Játékvezető: Bastian Steingross Vonalbírók: Wayne Gerth Tomislav Grozaj |
| | 0–2                         | 11:11 – Klavdiev (Kuznetsov, Shapavalau) (PP)  |                  | Játékvezető: Bastian Steingross Vonalbírók: Wayne Gerth Tomislav Grozaj |
| | 0–3                         | 11:50 – Kuznetsov (Al-Humaidi, Binsammoud)     |                  | Játékvezető: Bastian Steingross Vonalbírók: Wayne Gerth Tomislav Grozaj |
| | 0–4                         | 23:17 – Chuikov (Kuznetsov, Zakharau)          |                  |                                                                         |
| | 0–5                         | 25:27 – Kuznetsov (Chuikov) (PP)               |                  |                                                                         |
| | 0–6                         | 30:20 – Chuikov (Zakharau, J. Al-Dhaheri)      |                  |                                                                         |
| | 0–7                         | 37:53 – Zakharau (J. Al-Dhaheri, Chuikov) (PP) |                  |                                                                         |
| | 0–8                         | 55:02 – Zakharau (Chuikov, Remess)             |                  |                                                                         |

| 2023. április 18. 13:00 | Bulgária | 7–2 (4–0, 0–0, 3–2) | Új-Zéland | Zeytinburnu jégpálya, Isztambul Nézőszám: 63 |

| Jegyzőkönyv | Jegyzőkönyv      | Jegyzőkönyv                  | Jegyzőkönyv                       | Jegyzőkönyv                                                             |
| --- | ---------------- | ---------------------------- | --------------------------------- | ----------------------------------------------------------------------- |
| | Dimitar Dimitrov | Kapusok                      | Csaba Kercsó-Magos Joel Hasselman | Játékvezető: Robert Love-Dekazos Vonalbírók: Chi Hongda Taha Kavlakoğlu |
| \| Yotov (Tchaliov) – 01:31 \| 1–0 \| \| \| Vasilev (Boyadjiev) (SH) – 09:52 \| 2–0 \| \| \| Yotov (Tchaliov) – 17:19 \| 3–0 \| \| \| V. Dikov (Vasilev) – 18:31 \| 4–0 \| \| \| Dilkov (V. Dikov, Gatchev) (PP) – 40:49 \| 5–0 \| \| \| Yotov (V. Dikov) – 48:31 \| 6–0 \| \| \| \| 6–1 \| 48:52 – Vortanov (Dallimore) \| \| Dilkov – 49:44 \| 7–1 \| \| \| \| 7–2 \| 59:15 – Challis (Polozov) \| |                  |                              |                                   | Játékvezető: Robert Love-Dekazos Vonalbírók: Chi Hongda Taha Kavlakoğlu |
| 39 perc | Büntetések       | 10 perc                      |                                   | Játékvezető: Robert Love-Dekazos Vonalbírók: Chi Hongda Taha Kavlakoğlu |
| 46 | Lövések          | 29                           |                                   | Játékvezető: Robert Love-Dekazos Vonalbírók: Chi Hongda Taha Kavlakoğlu |
| Yotov (Tchaliov) – 01:31 | 1–0              |                              |                                   | Játékvezető: Robert Love-Dekazos Vonalbírók: Chi Hongda Taha Kavlakoğlu |
| Vasilev (Boyadjiev) (SH) – 09:52 | 2–0              |                              |                                   | Játékvezető: Robert Love-Dekazos Vonalbírók: Chi Hongda Taha Kavlakoğlu |
| Yotov (Tchaliov) – 17:19 | 3–0              |                              |                                   | Játékvezető: Robert Love-Dekazos Vonalbírók: Chi Hongda Taha Kavlakoğlu |
| V. Dikov (Vasilev) – 18:31 | 4–0              |                              |                                   |                                                                         |
| Dilkov (V. Dikov, Gatchev) (PP) – 40:49 | 5–0              |                              |                                   |                                                                         |
| Yotov (V. Dikov) – 48:31 | 6–0              |                              |                                   |                                                                         |
| | 6–1              | 48:52 – Vortanov (Dallimore) |                                   |                                                                         |
| Dilkov – 49:44 | 7–1              |                              |                                   |                                                                         |
| | 7–2              | 59:15 – Challis (Polozov)    |                                   |                                                                         |

| 2023. április 18. 16:30 | Belgium | 3–4 (0–2, 1–2, 2–0) | Egyesült Arab Emírségek | Zeytinburnu jégpálya, Isztambul Nézőszám: 78 |

| Jegyzőkönyv | Jegyzőkönyv                | Jegyzőkönyv                              | Jegyzőkönyv      | Jegyzőkönyv                                                             |
| --- | -------------------------- | ---------------------------------------- | ---------------- | ----------------------------------------------------------------------- |
| | Arne Waumans Jelle Lievens | Kapusok                                  | Mate Tomljenović | Játékvezető: Bastian Steingross Vonalbírók: Berkay Aslanbey Wayne Gerth |
| \| \| 0–1 \| 01:37 – Al-Haddad (Klavdiev, Vukoja) \| \| \| 0–2 \| 04:53 – Chuikov (Kuznetsov, Tomljenović) \| \| \| 0–3 \| 21:59 – Kuznetsov (Zakharau) (PP) \| \| \| 0–4 \| 25:08 – Usenka (Klavdiev) \| \| Steyaert (Blockx, James) – 25:59 \| 1–4 \| \| \| Steyaert (Gyesbreghs, James) (PP) – 47:50 \| 2–4 \| \| \| Gyesbreghs (Steyaert) – 55:25 \| 3–4 \| \| |                            |                                          |                  | Játékvezető: Bastian Steingross Vonalbírók: Berkay Aslanbey Wayne Gerth |
| 6 perc | Büntetések                 | 10 perc                                  |                  | Játékvezető: Bastian Steingross Vonalbírók: Berkay Aslanbey Wayne Gerth |
| 50 | Lövések                    | 21                                       |                  | Játékvezető: Bastian Steingross Vonalbírók: Berkay Aslanbey Wayne Gerth |
| | 0–1                        | 01:37 – Al-Haddad (Klavdiev, Vukoja)     |                  | Játékvezető: Bastian Steingross Vonalbírók: Berkay Aslanbey Wayne Gerth |
| | 0–2                        | 04:53 – Chuikov (Kuznetsov, Tomljenović) |                  | Játékvezető: Bastian Steingross Vonalbírók: Berkay Aslanbey Wayne Gerth |
| | 0–3                        | 21:59 – Kuznetsov (Zakharau) (PP)        |                  | Játékvezető: Bastian Steingross Vonalbírók: Berkay Aslanbey Wayne Gerth |
| | 0–4                        | 25:08 – Usenka (Klavdiev)                |                  |                                                                         |
| Steyaert (Blockx, James) – 25:59 | 1–4                        |                                          |                  |                                                                         |
| Steyaert (Gyesbreghs, James) (PP) – 47:50 | 2–4                        |                                          |                  |                                                                         |
| Gyesbreghs (Steyaert) – 55:25 | 3–4                        |                                          |                  |                                                                         |

| 2023. április 18. 20:30 | Mexikó | 0–5 (0–3, 0–1, 0–1) | Törökország | Zeytinburnu jégpálya, Isztambul Nézőszám: 185 |

| Jegyzőkönyv | Jegyzőkönyv                      | Jegyzőkönyv                        | Jegyzőkönyv  | Jegyzőkönyv                                                                    |
| --- | -------------------------------- | ---------------------------------- | ------------ | ------------------------------------------------------------------------------ |
| | Tomas Payro Marcello de Antuñano | Kapusok                            | Tolga Bozacı | Játékvezető: Konstantin Chubenko Vonalbírók: Lodewijk Beelen Nathan Carmichael |
| \| \| 0–1 \| 09:09 – Meydancı (Aydın, Odabaş) \| \| \| 0–2 \| 15:59 – Gökçen (Aydin, Faner) \| \| \| 0–3 \| 17:21 – Kavaz (Bingöl) \| \| \| 0–4 \| 25:58 – Faner (Bakal, Savaş) (PP) \| \| \| 0–5 \| 49:25 – Tayğar (Savaş, Bakal) (PP) \| |                                  |                                    |              | Játékvezető: Konstantin Chubenko Vonalbírók: Lodewijk Beelen Nathan Carmichael |
| 14 perc | Büntetések                       | 39 perc                            |              | Játékvezető: Konstantin Chubenko Vonalbírók: Lodewijk Beelen Nathan Carmichael |
| 36 | Lövések                          | 28                                 |              | Játékvezető: Konstantin Chubenko Vonalbírók: Lodewijk Beelen Nathan Carmichael |
| | 0–1                              | 09:09 – Meydancı (Aydın, Odabaş)   |              | Játékvezető: Konstantin Chubenko Vonalbírók: Lodewijk Beelen Nathan Carmichael |
| | 0–2                              | 15:59 – Gökçen (Aydin, Faner)      |              | Játékvezető: Konstantin Chubenko Vonalbírók: Lodewijk Beelen Nathan Carmichael |
| | 0–3                              | 17:21 – Kavaz (Bingöl)             |              | Játékvezető: Konstantin Chubenko Vonalbírók: Lodewijk Beelen Nathan Carmichael |
| | 0–4                              | 25:58 – Faner (Bakal, Savaş) (PP)  |              |                                                                                |
| | 0–5                              | 49:25 – Tayğar (Savaş, Bakal) (PP) |              |                                                                                |

| 2023. április 20. 13:00 | Új-Zéland | 1–7 (1–1, 0–4, 0–2) | Egyesült Arab Emírségek | Zeytinburnu jégpálya, Isztambul Nézőszám: 54 |

| Jegyzőkönyv | Jegyzőkönyv        | Jegyzőkönyv                                 | Jegyzőkönyv      | Jegyzőkönyv                                                                  |
| --- | ------------------ | ------------------------------------------- | ---------------- | ---------------------------------------------------------------------------- |
| | Csaba Kercsó-Magos | Kapusok                                     | Mate Tomljenović | Játékvezető: Konstantin Chubenko Vonalbírók: Lodewijk Beelen Tomislav Grozaj |
| \| Louw (Joyce, Dallimore) – 02:38 \| 1–0 \| \| \| \| 1–1 \| 04:40 – Zakharau (Shapavalau) \| \| \| 1–2 \| 25:25 – J. Al-Dhaheri (Kuznetsov) \| \| \| 1–3 \| 26:30 – Kuznetsov (J. Al-Dhaheri, Zakharau) \| \| \| 1–4 \| 29:54 – Klavdiev \| \| \| 1–5 \| 34:56 – Chuikov (Vukoja, Zakharau) \| \| \| 1–6 \| 46:57 – Zakharau (Bassayev, Chuikov) \| \| \| 1–7 \| 48:01 – Kuznetsov (Al-Humaidi) \| |                    |                                             |                  | Játékvezető: Konstantin Chubenko Vonalbírók: Lodewijk Beelen Tomislav Grozaj |
| 4 perc | Büntetések         | 6 perc                                      |                  | Játékvezető: Konstantin Chubenko Vonalbírók: Lodewijk Beelen Tomislav Grozaj |
| 23 | Lövések            | 57                                          |                  | Játékvezető: Konstantin Chubenko Vonalbírók: Lodewijk Beelen Tomislav Grozaj |
| Louw (Joyce, Dallimore) – 02:38 | 1–0                |                                             |                  | Játékvezető: Konstantin Chubenko Vonalbírók: Lodewijk Beelen Tomislav Grozaj |
| | 1–1                | 04:40 – Zakharau (Shapavalau)               |                  | Játékvezető: Konstantin Chubenko Vonalbírók: Lodewijk Beelen Tomislav Grozaj |
| | 1–2                | 25:25 – J. Al-Dhaheri (Kuznetsov)           |                  | Játékvezető: Konstantin Chubenko Vonalbírók: Lodewijk Beelen Tomislav Grozaj |
| | 1–3                | 26:30 – Kuznetsov (J. Al-Dhaheri, Zakharau) |                  |                                                                              |
| | 1–4                | 29:54 – Klavdiev                            |                  |                                                                              |
| | 1–5                | 34:56 – Chuikov (Vukoja, Zakharau)          |                  |                                                                              |
| | 1–6                | 46:57 – Zakharau (Bassayev, Chuikov)        |                  |                                                                              |
| | 1–7                | 48:01 – Kuznetsov (Al-Humaidi)              |                  |                                                                              |

| 2023. április 20. 16:30 | Belgium | 11–2 (4–0, 4–2, 3–0) | Mexikó | Zeytinburnu jégpálya, Isztambul Nézőszám: 45 |

| Jegyzőkönyv | Jegyzőkönyv   | Jegyzőkönyv                    | Jegyzőkönyv                      | Jegyzőkönyv                                                                  |
| --- | ------------- | ------------------------------ | -------------------------------- | ---------------------------------------------------------------------------- |
| | Jelle Lievens | Kapusok                        | Tomas Payro Marcello de Antuñano | Játékvezető: Robert Love-Dekazos Vonalbírók: Berkay Aslanbey Taha Kavlakoğlu |
| \| Gyesbreghs (Verelst) (SH) – 09:10 \| 1–0 \| \| \| Verelst (Van den Bogaert, Coolen) – 12:57 \| 2–0 \| \| \| Cuylen (Blanchy) – 14:48 \| 3–0 \| \| \| Coolen (Van den Bogaert) – 15:31 \| 4–0 \| \| \| Gyesbreghs (James, Blockx) (PP) – 20:35 \| 5–0 \| \| \| \| 5–1 \| 22:46 – Chávez (Díaz) \| \| James (Blockx) – 24:57 \| 6–1 \| \| \| Van den Bogaert (Blanchy) (PP) – 34:55 \| 7–1 \| \| \| Bosmans (Kolyasnikov, Gyesbreghs) – 36:20 \| 8–1 \| \| \| \| 8–2 \| 39:59 – Majul (Tapia, Cuellar) \| \| Blockx (James, Gyesbreghs) – 40:38 \| 9–2 \| \| \| Van den Bogaert (Verelst) – 51:25 \| 10–2 \| \| \| Verelst (Cuylen) – 52:15 \| 11–2 \| \| |               |                                |                                  | Játékvezető: Robert Love-Dekazos Vonalbírók: Berkay Aslanbey Taha Kavlakoğlu |
| 32 perc | Büntetések    | 18 perc                        |                                  | Játékvezető: Robert Love-Dekazos Vonalbírók: Berkay Aslanbey Taha Kavlakoğlu |
| 65 | Lövések       | 14                             |                                  | Játékvezető: Robert Love-Dekazos Vonalbírók: Berkay Aslanbey Taha Kavlakoğlu |
| Gyesbreghs (Verelst) (SH) – 09:10 | 1–0           |                                |                                  | Játékvezető: Robert Love-Dekazos Vonalbírók: Berkay Aslanbey Taha Kavlakoğlu |
| Verelst (Van den Bogaert, Coolen) – 12:57 | 2–0           |                                |                                  | Játékvezető: Robert Love-Dekazos Vonalbírók: Berkay Aslanbey Taha Kavlakoğlu |
| Cuylen (Blanchy) – 14:48 | 3–0           |                                |                                  | Játékvezető: Robert Love-Dekazos Vonalbírók: Berkay Aslanbey Taha Kavlakoğlu |
| Coolen (Van den Bogaert) – 15:31 | 4–0           |                                |                                  |                                                                              |
| Gyesbreghs (James, Blockx) (PP) – 20:35 | 5–0           |                                |                                  |                                                                              |
| | 5–1           | 22:46 – Chávez (Díaz)          |                                  |                                                                              |
| James (Blockx) – 24:57 | 6–1           |                                |                                  |                                                                              |
| Van den Bogaert (Blanchy) (PP) – 34:55 | 7–1           |                                |                                  |                                                                              |
| Bosmans (Kolyasnikov, Gyesbreghs) – 36:20 | 8–1           |                                |                                  |                                                                              |
| | 8–2           | 39:59 – Majul (Tapia, Cuellar) |                                  |                                                                              |
| Blockx (James, Gyesbreghs) – 40:38 | 9–2           |                                |                                  |                                                                              |
| Van den Bogaert (Verelst) – 51:25 | 10–2          |                                |                                  |                                                                              |
| Verelst (Cuylen) – 52:15 | 11–2          |                                |                                  |                                                                              |

| 2023. április 20. 20:30 | Bulgária | 5–3 (1–0, 2–0, 2–3) | Törökország | Zeytinburnu jégpálya, Isztambul Nézőszám: 280 |

| Jegyzőkönyv | Jegyzőkönyv      | Jegyzőkönyv                      | Jegyzőkönyv  | Jegyzőkönyv                                                     |
| --- | ---------------- | -------------------------------- | ------------ | --------------------------------------------------------------- |
| | Dimitar Dimitrov | Kapusok                          | Tolga Bozacı | Játékvezető: Trpimir Piragić Vonalbírók: Chi Hongda Wayne Gerth |
| \| Nakov (Stamenov, Georgiev) – 15:58 \| 1–0 \| \| \| Georgiev (Boyadjiev) (SH) – 22:19 \| 2–0 \| \| \| Tchaliov (Boyadjiev) – 34:36 \| 3–0 \| \| \| \| 3–1 \| 43:30 – Y. Karş (Bakal, Tayğar) \| \| \| 3–2 \| 46:12 – Ö. Karş (Kavaz, Bingöl) \| \| \| 3–3 \| 51:24 – Karakoç (Ö. Karş, Faner) \| \| Dilkov (Vasilev, Tchaliov) – 59:42 \| 4–3 \| \| \| K. Dikov (Georgiev) (EN) – 59:46 \| 5–3 \| \| |                  |                                  |              | Játékvezető: Trpimir Piragić Vonalbírók: Chi Hongda Wayne Gerth |
| 18 perc | Büntetések       | 6 perc                           |              | Játékvezető: Trpimir Piragić Vonalbírók: Chi Hongda Wayne Gerth |
| 36 | Lövések          | 36                               |              | Játékvezető: Trpimir Piragić Vonalbírók: Chi Hongda Wayne Gerth |
| Nakov (Stamenov, Georgiev) – 15:58 | 1–0              |                                  |              | Játékvezető: Trpimir Piragić Vonalbírók: Chi Hongda Wayne Gerth |
| Georgiev (Boyadjiev) (SH) – 22:19 | 2–0              |                                  |              | Játékvezető: Trpimir Piragić Vonalbírók: Chi Hongda Wayne Gerth |
| Tchaliov (Boyadjiev) – 34:36 | 3–0              |                                  |              | Játékvezető: Trpimir Piragić Vonalbírók: Chi Hongda Wayne Gerth |
| | 3–1              | 43:30 – Y. Karş (Bakal, Tayğar)  |              |                                                                 |
| | 3–2              | 46:12 – Ö. Karş (Kavaz, Bingöl)  |              |                                                                 |
| | 3–3              | 51:24 – Karakoç (Ö. Karş, Faner) |              |                                                                 |
| Dilkov (Vasilev, Tchaliov) – 59:42 | 4–3              |                                  |              |                                                                 |
| K. Dikov (Georgiev) (EN) – 59:46 | 5–3              |                                  |              |                                                                 |

| 2023. április 21. 13:00 | Mexikó | 2–7 (1–2, 0–3, 1–2) | Új-Zéland | Zeytinburnu jégpálya, Isztambul Nézőszám: 43 |

| Jegyzőkönyv | Jegyzőkönyv                      | Jegyzőkönyv                           | Jegyzőkönyv    | Jegyzőkönyv                                                          |
| --- | -------------------------------- | ------------------------------------- | -------------- | -------------------------------------------------------------------- |
| | Tomas Payro Marcello de Antuñano | Kapusok                               | Joel Hasselman | Játékvezető: Trpimir Piragić Vonalbírók: Berkay Aslanbey Wayne Gerth |
| \| A. Valencia (Cuellar, L. Valencia) (PP) – 09:13 \| 1–0 \| \| \| \| 1–1 \| 14:01 – Craig (Cox, Challis) \| \| \| 1–2 \| 17:47 – Kozak (Polozov, Regan) (PP) \| \| \| 1–3 \| 26:14 – Henderson (Burns, Cox) (PP) \| \| \| 1–4 \| 32:16 – Orr (Kozak, Polozov) \| \| \| 1–5 \| 37:00 – Ellis (Challis, Burns) (PP) \| \| Cuellar (García, Tapia) – 40:11 \| 2–5 \| \| \| \| 2–6 \| 40:35 – Kozak (Polozov) \| \| \| 2–7 \| 46:44 – Dallimore (Vortanov, Hayward) \| |                                  |                                       |                | Játékvezető: Trpimir Piragić Vonalbírók: Berkay Aslanbey Wayne Gerth |
| 16 perc | Büntetések                       | 12 perc                               |                | Játékvezető: Trpimir Piragić Vonalbírók: Berkay Aslanbey Wayne Gerth |
| 18 | Lövések                          | 50                                    |                | Játékvezető: Trpimir Piragić Vonalbírók: Berkay Aslanbey Wayne Gerth |
| A. Valencia (Cuellar, L. Valencia) (PP) – 09:13 | 1–0                              |                                       |                | Játékvezető: Trpimir Piragić Vonalbírók: Berkay Aslanbey Wayne Gerth |
| | 1–1                              | 14:01 – Craig (Cox, Challis)          |                | Játékvezető: Trpimir Piragić Vonalbírók: Berkay Aslanbey Wayne Gerth |
| | 1–2                              | 17:47 – Kozak (Polozov, Regan) (PP)   |                | Játékvezető: Trpimir Piragić Vonalbírók: Berkay Aslanbey Wayne Gerth |
| | 1–3                              | 26:14 – Henderson (Burns, Cox) (PP)   |                |                                                                      |
| | 1–4                              | 32:16 – Orr (Kozak, Polozov)          |                |                                                                      |
| | 1–5                              | 37:00 – Ellis (Challis, Burns) (PP)   |                |                                                                      |
| Cuellar (García, Tapia) – 40:11 | 2–5                              |                                       |                |                                                                      |
| | 2–6                              | 40:35 – Kozak (Polozov)               |                |                                                                      |
| | 2–7                              | 46:44 – Dallimore (Vortanov, Hayward) |                |                                                                      |

| 2023. április 21. 16:30 | Egyesült Arab Emírségek | 7–2 (2–0, 5–1, 0–1) | Bulgária | Zeytinburnu jégpálya, Isztambul Nézőszám: 87 |

| Jegyzőkönyv | Jegyzőkönyv      | Jegyzőkönyv                        | Jegyzőkönyv                          | Jegyzőkönyv                                                            |
| --- | ---------------- | ---------------------------------- | ------------------------------------ | ---------------------------------------------------------------------- |
| | Mate Tomljenović | Kapusok                            | Dimitar Dimitrov Andrea Karabadjakov | Játékvezető: Bastian Steingross Vonalbírók: Chi Hongda Taha Kavlakoğlu |
| \| Al-Humaidi (Shapavalau, Binsammoud) – 07:36 \| 1–0 \| \| \| Klavdiev (Vukoja) (PP) – 19:59 \| 2–0 \| \| \| Usenka (Zakharau, Kuznetsov) (PP) – 22:31 \| 3–0 \| \| \| Usenka (Klavdiev, Al-Mahrooqi) – 22:47 \| 4–0 \| \| \| Chuikov (Kuznetsov, Tomljenović) (PP) – 27:47 \| 5–0 \| \| \| \| 5–1 \| 29:42 – Vasilev (Dilkov, V. Dikov) \| \| Binsammoud (Shapavalau) – 31:38 \| 6–1 \| \| \| Klavdiev (SH) – 34:25 \| 7–1 \| \| \| \| 7–2 \| 50:52 – Yotov \| |                  |                                    |                                      | Játékvezető: Bastian Steingross Vonalbírók: Chi Hongda Taha Kavlakoğlu |
| 4 perc | Büntetések       | 11 perc                            |                                      | Játékvezető: Bastian Steingross Vonalbírók: Chi Hongda Taha Kavlakoğlu |
| 42 | Lövések          | 23                                 |                                      | Játékvezető: Bastian Steingross Vonalbírók: Chi Hongda Taha Kavlakoğlu |
| Al-Humaidi (Shapavalau, Binsammoud) – 07:36 | 1–0              |                                    |                                      | Játékvezető: Bastian Steingross Vonalbírók: Chi Hongda Taha Kavlakoğlu |
| Klavdiev (Vukoja) (PP) – 19:59 | 2–0              |                                    |                                      | Játékvezető: Bastian Steingross Vonalbírók: Chi Hongda Taha Kavlakoğlu |
| Usenka (Zakharau, Kuznetsov) (PP) – 22:31 | 3–0              |                                    |                                      | Játékvezető: Bastian Steingross Vonalbírók: Chi Hongda Taha Kavlakoğlu |
| Usenka (Klavdiev, Al-Mahrooqi) – 22:47 | 4–0              |                                    |                                      |                                                                        |
| Chuikov (Kuznetsov, Tomljenović) (PP) – 27:47 | 5–0              |                                    |                                      |                                                                        |
| | 5–1              | 29:42 – Vasilev (Dilkov, V. Dikov) |                                      |                                                                        |
| Binsammoud (Shapavalau) – 31:38 | 6–1              |                                    |                                      |                                                                        |
| Klavdiev (SH) – 34:25 | 7–1              |                                    |                                      |                                                                        |
| | 7–2              | 50:52 – Yotov                      |                                      |                                                                        |

| 2023. április 21. 20:30 | Törökország | 2–9 (2–2, 0–4, 0–3) | Belgium | Zeytinburnu jégpálya, Isztambul Nézőszám: 428 |

| Jegyzőkönyv | Jegyzőkönyv  | Jegyzőkönyv                                 | Jegyzőkönyv  | Jegyzőkönyv                                                                    |
| --- | ------------ | ------------------------------------------- | ------------ | ------------------------------------------------------------------------------ |
| | Tolga Bozacı | Kapusok                                     | Arne Waumans | Játékvezető: Robert Love-Dekazos Vonalbírók: Nathan Carmichael Tomislav Grozaj |
| \| Meydancı (Odabaş) – 01:27 \| 1–0 \| \| \| Hars (Aydın) – 01:39 \| 2–0 \| \| \| \| 2–1 \| 05:32 – Gyesbreghs (Kolyasnikov) \| \| \| 2–2 \| 09:11 – James (Van Espen) (AG) (EA) \| \| \| 2–3 \| 23:36 – Verelst (Steyaert, Gyesbreghs) (PP) \| \| \| 2–4 \| 26:12 – Blockx (James, Gyesbreghs) (PP) \| \| \| 2–5 \| 31:15 – James (Verelst, Gyesbreghs) \| \| \| 2–6 \| 35:16 – Versin (Gyesbreghs, Bosmans) \| \| \| 2–7 \| 49:11 – Coolen (Blanchy) (PP2) \| \| \| 2–8 \| 49:52 – Gyesbreghs (Verelst) \| \| \| 2–9 \| 59:17 – Verelst (Blockx, Gyesbreghs) (PP) \| |              |                                             |              | Játékvezető: Robert Love-Dekazos Vonalbírók: Nathan Carmichael Tomislav Grozaj |
| 23 perc | Büntetések   | 6 perc                                      |              | Játékvezető: Robert Love-Dekazos Vonalbírók: Nathan Carmichael Tomislav Grozaj |
| 24 | Lövések      | 59                                          |              | Játékvezető: Robert Love-Dekazos Vonalbírók: Nathan Carmichael Tomislav Grozaj |
| Meydancı (Odabaş) – 01:27 | 1–0          |                                             |              | Játékvezető: Robert Love-Dekazos Vonalbírók: Nathan Carmichael Tomislav Grozaj |
| Hars (Aydın) – 01:39 | 2–0          |                                             |              | Játékvezető: Robert Love-Dekazos Vonalbírók: Nathan Carmichael Tomislav Grozaj |
| | 2–1          | 05:32 – Gyesbreghs (Kolyasnikov)            |              | Játékvezető: Robert Love-Dekazos Vonalbírók: Nathan Carmichael Tomislav Grozaj |
| | 2–2          | 09:11 – James (Van Espen) (AG) (EA)         |              |                                                                                |
| | 2–3          | 23:36 – Verelst (Steyaert, Gyesbreghs) (PP) |              |                                                                                |
| | 2–4          | 26:12 – Blockx (James, Gyesbreghs) (PP)     |              |                                                                                |
| | 2–5          | 31:15 – James (Verelst, Gyesbreghs)         |              |                                                                                |
| | 2–6          | 35:16 – Versin (Gyesbreghs, Bosmans)        |              |                                                                                |
| | 2–7          | 49:11 – Coolen (Blanchy) (PP2)              |              |                                                                                |
| | 2–8          | 49:52 – Gyesbreghs (Verelst)                |              |                                                                                |
| | 2–9          | 59:17 – Verelst (Blockx, Gyesbreghs) (PP)   |              |                                                                                |

| 2023. április 23. 13:00 | Egyesült Arab Emírségek | 9–4 (3–0, 1–2, 5–2) | Mexikó | Zeytinburnu jégpálya, Isztambul Nézőszám: 48 |

| Jegyzőkönyv | Jegyzőkönyv      | Jegyzőkönyv                               | Jegyzőkönyv          | Jegyzőkönyv                                                             |
| --- | ---------------- | ----------------------------------------- | -------------------- | ----------------------------------------------------------------------- |
| | Ahmed Al-Dhaheri | Kapusok                                   | Marcello de Antuñano | Játékvezető: Robert Love-Dekazos Vonalbírók: Chi Hongda Taha Kavlakoğlu |
| \| Kuznetsov (Vukoja) – 00:59 \| 1–0 \| \| \| Vukoja (Remess) (SH) – 09:35 \| 2–0 \| \| \| Klavdiev (Usenka, Kuznetsov) – 19:13 \| 3–0 \| \| \| \| 3–1 \| 20:32 – Tapia (Ayala, Cuellar) \| \| \| 3–2 \| 32:19 – Apud (Cuellar, Díaz) \| \| M. Al-Dhaheri (Vukoja, Klavdiev) – 38:11 \| 4–2 \| \| \| Zakharau (Shapavalau) – 45:20 \| 5–2 \| \| \| Klavdiev (Kuznetsov, Usenka) – 45:32 \| 6–2 \| \| \| J. Al-Dhaheri (Zakharau) (PP) – 48:00 \| 7–2 \| \| \| \| 7–3 \| 48:26 – E. Valencia (Rullan, Chávez) (PP) \| \| J. Al-Dhaheri (Kuznetsov, Zakharau) – 51:18 \| 8–3 \| \| \| J. Al-Dhaheri (Kuznetsov, Vukoja) (PP2) – 53:59 \| 9–3 \| \| \| \| 9–4 \| 57:28 – Cuellar (Tapia, Díaz) \| |                  |                                           |                      | Játékvezető: Robert Love-Dekazos Vonalbírók: Chi Hongda Taha Kavlakoğlu |
| 14 perc | Büntetések       | 12 perc                                   |                      | Játékvezető: Robert Love-Dekazos Vonalbírók: Chi Hongda Taha Kavlakoğlu |
| 54 | Lövések          | 22                                        |                      | Játékvezető: Robert Love-Dekazos Vonalbírók: Chi Hongda Taha Kavlakoğlu |
| Kuznetsov (Vukoja) – 00:59 | 1–0              |                                           |                      | Játékvezető: Robert Love-Dekazos Vonalbírók: Chi Hongda Taha Kavlakoğlu |
| Vukoja (Remess) (SH) – 09:35 | 2–0              |                                           |                      | Játékvezető: Robert Love-Dekazos Vonalbírók: Chi Hongda Taha Kavlakoğlu |
| Klavdiev (Usenka, Kuznetsov) – 19:13 | 3–0              |                                           |                      | Játékvezető: Robert Love-Dekazos Vonalbírók: Chi Hongda Taha Kavlakoğlu |
| | 3–1              | 20:32 – Tapia (Ayala, Cuellar)            |                      |                                                                         |
| | 3–2              | 32:19 – Apud (Cuellar, Díaz)              |                      |                                                                         |
| M. Al-Dhaheri (Vukoja, Klavdiev) – 38:11 | 4–2              |                                           |                      |                                                                         |
| Zakharau (Shapavalau) – 45:20 | 5–2              |                                           |                      |                                                                         |
| Klavdiev (Kuznetsov, Usenka) – 45:32 | 6–2              |                                           |                      |                                                                         |
| J. Al-Dhaheri (Zakharau) (PP) – 48:00 | 7–2              |                                           |                      |                                                                         |
| | 7–3              | 48:26 – E. Valencia (Rullan, Chávez) (PP) |                      |                                                                         |
| J. Al-Dhaheri (Kuznetsov, Zakharau) – 51:18 | 8–3              |                                           |                      |                                                                         |
| J. Al-Dhaheri (Kuznetsov, Vukoja) (PP2) – 53:59 | 9–3              |                                           |                      |                                                                         |
| | 9–4              | 57:28 – Cuellar (Tapia, Díaz)             |                      |                                                                         |

| 2023. április 23. 16:30 | Belgium | 6–1 (2–0, 2–1, 2–0) | Bulgária | Zeytinburnu jégpálya, Isztambul Nézőszám: 55 |

| Jegyzőkönyv | Jegyzőkönyv  | Jegyzőkönyv                         | Jegyzőkönyv      | Jegyzőkönyv                                                                   |
| --- | ------------ | ----------------------------------- | ---------------- | ----------------------------------------------------------------------------- |
| | Arne Waumans | Kapusok                             | Dimitar Dimitrov | Játékvezető: Bastian Steingross Vonalbírók: Berkay Aslanbey Nathan Carmichael |
| \| James (Steyaert, Blockx) – 11:20 \| 1–0 \| \| \| Blockx (Steyaert, James) – 16:33 \| 2–0 \| \| \| \| 2–1 \| 21:50 – Tchaliov (Yotov, Boyadjiev) \| \| Verelst (Van Espen, Coolen) – 30:28 \| 3–1 \| \| \| Van den Bogaert (Verelst, Coolen) – 35:11 \| 4–1 \| \| \| Blockx (Van Espen, James) – 50:24 \| 5–1 \| \| \| Coolen (Verelst) (SH) – 51:49 \| 6–1 \| \| |              |                                     |                  | Játékvezető: Bastian Steingross Vonalbírók: Berkay Aslanbey Nathan Carmichael |
| 8 perc | Büntetések   | 12 perc                             |                  | Játékvezető: Bastian Steingross Vonalbírók: Berkay Aslanbey Nathan Carmichael |
| 59 | Lövések      | 12                                  |                  | Játékvezető: Bastian Steingross Vonalbírók: Berkay Aslanbey Nathan Carmichael |
| James (Steyaert, Blockx) – 11:20 | 1–0          |                                     |                  | Játékvezető: Bastian Steingross Vonalbírók: Berkay Aslanbey Nathan Carmichael |
| Blockx (Steyaert, James) – 16:33 | 2–0          |                                     |                  | Játékvezető: Bastian Steingross Vonalbírók: Berkay Aslanbey Nathan Carmichael |
| | 2–1          | 21:50 – Tchaliov (Yotov, Boyadjiev) |                  | Játékvezető: Bastian Steingross Vonalbírók: Berkay Aslanbey Nathan Carmichael |
| Verelst (Van Espen, Coolen) – 30:28 | 3–1          |                                     |                  |                                                                               |
| Van den Bogaert (Verelst, Coolen) – 35:11 | 4–1          |                                     |                  |                                                                               |
| Blockx (Van Espen, James) – 50:24 | 5–1          |                                     |                  |                                                                               |
| Coolen (Verelst) (SH) – 51:49 | 6–1          |                                     |                  |                                                                               |

| 2023. április 23. 20:30 | Új-Zéland | 4–2 (4–0, 0–0, 0–2) | Törökország | Zeytinburnu jégpálya, Isztambul Nézőszám: 610 |

| Jegyzőkönyv | Jegyzőkönyv    | Jegyzőkönyv                        | Jegyzőkönyv  | Jegyzőkönyv                                                                  |
| --- | -------------- | ---------------------------------- | ------------ | ---------------------------------------------------------------------------- |
| | Joel Hasselman | Kapusok                            | Tolga Bozacı | Játékvezető: Konstantin Chubenko Vonalbírók: Lodewijk Beelen Tomislav Grozaj |
| \| Orr (Kozak, Polozov) – 01:02 \| 1–0 \| \| \| Henderson (Cox, Burns) (PP) – 08:21 \| 2–0 \| \| \| Challis (Cox, Polozov) (PP) – 18:32 \| 3–0 \| \| \| Nicholls (Orr, Polozov) – 18:58 \| 4–0 \| \| \| \| 4–1 \| 50:01 – Bakal (Faner) (PP) \| \| \| 4–2 \| 58:56 – Bakal (Faner, Tayğar) (PP) \| |                |                                    |              | Játékvezető: Konstantin Chubenko Vonalbírók: Lodewijk Beelen Tomislav Grozaj |
| 16 perc | Büntetések     | 14 perc                            |              | Játékvezető: Konstantin Chubenko Vonalbírók: Lodewijk Beelen Tomislav Grozaj |
| 30 | Lövések        | 35                                 |              | Játékvezető: Konstantin Chubenko Vonalbírók: Lodewijk Beelen Tomislav Grozaj |
| Orr (Kozak, Polozov) – 01:02 | 1–0            |                                    |              | Játékvezető: Konstantin Chubenko Vonalbírók: Lodewijk Beelen Tomislav Grozaj |
| Henderson (Cox, Burns) (PP) – 08:21 | 2–0            |                                    |              | Játékvezető: Konstantin Chubenko Vonalbírók: Lodewijk Beelen Tomislav Grozaj |
| Challis (Cox, Polozov) (PP) – 18:32 | 3–0            |                                    |              | Játékvezető: Konstantin Chubenko Vonalbírók: Lodewijk Beelen Tomislav Grozaj |
| Nicholls (Orr, Polozov) – 18:58 | 4–0            |                                    |              |                                                                              |
| | 4–1            | 50:01 – Bakal (Faner) (PP)         |              |                                                                              |
| | 4–2            | 58:56 – Bakal (Faner, Tayğar) (PP) |              |                                                                              |